# Kaeng Krachan (huyện)
Kaeng Krachan (tiếng Thái: แก่งกระจาน) là một huyện (amphoe) của tỉnh Phetchaburi, miền trung Thái Lan.

## Lịch sử
Huyện được lập làm tiểu huyện (king amphoe) ngày 1/1/1988 thông qua việc tách 3 tambon Kaeng Krachan, Song Phi Nong và Wang Chan từ huyện Tha Yang. Ngày 3 tháng 11 năm 1993, đơn vị này đã được nâng cấp thành huyện.

## Địa lý
Các huyện giáp ranh (từ phía bắc theo chiều kim đồng hồ) là Nong Ya Plong, Ban Lat và Tha Yang của tỉnh Phetchaburi, và Hua Hin của Prachuap Khiri Khan Province. Phía tây là Tanintharyi Division của Myanma.
Phần lớn diện tích huyện là đồi rừng Vườn quốc gia Kaeng Krachan. Cả hai Phetchaburi và sông Pranburi đều bắt nguồn ở huyện này. Huyện này nằm trong nhóm các huyện có dân số thấp nhất Thái Lan.

## Hành chính
Huyện này được chia thành 6 phó huyện (tambon), các đơn vị này lại được chia ra thành 52 làng (muban). Không có khu vực thành thị (thesaban), có 6 Tổ chức hành chính tambon.
| STT | Tên              | Tên tiếng Thái | Số làng | Dân số |  |
| 1.  | Kaeng Krachan    | แก่งกระจาน      | 14      | 7.439  |  |
| 2.  | Song Phi Nong    | สองพี่น้อง        | 8       | 4.595  |  |
| 3.  | Wang Chan        | วังจันทร์         | 8       | 4.949  |  |
| 4.  | Pa Deng          | ป่าเด็ง          | 10      | 4.814  |  |
| 5.  | Phu Sawan        | พุสวรรค์         | 6       | 3.065  |  |
| 6.  | Huai Mae Phriang | ห้วยแม่เพรียง     | 6       | 2.806  |  |